# Ptychomitrium deltorii
Ptychomitrium deltorii är en bladmossart som beskrevs av Brotherus 1925. Ptychomitrium deltorii ingår i släktet atlantmossor, och familjen Ptychomitriaceae. Inga underarter finns listade i Catalogue of Life.